# تپه ازناوله
تپه ازناوله مربوط به عصر مفرغ - عصر آهن - سده‌های اولیه و میانه دوران‌های تاریخی پس از اسلام است و در شهرستان ملایر، بخش مرکزی، دهستان موزاران، روستای ازناوله واقع شده و این اثر در تاریخ ۷ اسفند ۱۳۸۶ با شمارهٔ ثبت ۲۱۶۳۸ به‌عنوان یکی از آثار ملی ایران به ثبت رسیده است.